# Comté d'Alleghany (Virginie)
Pour les articles homonymes, voir Comté d'Alleghany.
Le comté d'Alleghany est un comté de Virginie, aux États-Unis situé au pied des Monts Allegheny. Son siège est Covington qui a le statut de ville indépendante. 
Le comté a été créé en 1822 distraction d'une partie des comtés de Botetourt, de Bath County et de Monroe (maintenant en Virginie-Occidentale).
Selon le recensement de 2010, la population était de 16 250 habitants pour une superficie de 1 153 km2.

## Géolocalisation
|                                        | Comté de Bath     |                     |
| Comté de Greenbrier                    | comté d'Alleghany | Comté de Rockbridge |
| Comté de Monroe (Virginie-Occidentale) | Comté de Craig    | Comté de Botetourt  |